# Azio Corghi
Azio Corghi (Cirie, Italia, 9 de marzo de 1937 - Guidizzolo, Italia, 17 de noviembre de 2022) fue un compositor italiano, autor de óperas, música sinfónica, música de cámara y ballets. 

## Carrera artística
Realizó estudios musicales en los conservatorios de Turín y Milán, donde fue discípulo de Bruno Bettinelli. En el año 2005 fue nombrado Gran Oficial de la Orden al Mérito de la República Italiana.
Como enseñante, Corghi tuvo numerosos alumnos de composición, entre ellos: Silvia Colasanti, Ludovico Einaudi y Fabio Mengozzi.

## Selección de óperas
- Blimunda, estrenada en el Teatro Lírico de Milán en mayo de 1990.
- Divara (Münster), octubre de 1993.
- Isabella (Pesaro), agosto de 1996.
- Rinaldo & C. (Catania) octubre de 1997.
- Tat'jana, Scala de Milán, octubre de 2000.
- Sen'ja (Münster) marzo de 2003.
- Don Giovanni o Il dissoluto assolto, Scala de Milán, marzo de 2005. Basada en el Don Juan de Molière, un acto según libreto de Azio Corghi y José Saramago.
- Giocasta (Vicenza), agosto de 2008.

## Música sinfónica
- Alternanze (1970) para orquesta.
- Il pungolo di un amore (1990), concierto para oboe y arco.
- La cetra appesa (1994), cantata.
- La morte di Lazzaro (1995), con texto de José Saramago.
- Rapsodia in Re (1998).
- Amori incrociati (2000).
- Cruci-Verba (2001), texto de José Saramago.
- De paz e de guerra (2002) texto de José Saramago.
- Fero Dolore (2005).

## Música de Cámara
- Ricordando te, lontano (1963) per soprano e pianoforte, testi di G. Ungaretti, A. Bertolucci e S. Aleramo
- Stereofonie x 4 (1967) per flauto, violoncello, organo e percussione
- Actus I (1975) per dieci strumenti a fiato
- Actus II (1976) per viola e pianoforte
- Intermedi e Canzoni (1986) per trombone solo
- Chiardiluna (1987) per flauto e chitarra
- ...promenade (1989) per flauto, clarinetto, violino e violoncello
- animi motus (1994) per quartetto d'archi ed elettronica
- ... ça ira! (1996), studio da concerto per pianoforte
- a 'nsunnari... (1998) per soprano, flauto, clarinetto, chitarra, violino e violoncello
- Syncopations (2006) per violino solo, brano d'obbligo per il Premio Paganini del 2006
- "Tang'Jok-Her" (2008) per viola sola. dedicato ad Anna Serova
- Redobles y Consonancias per La Soñada (chitarra a 11 corde) dedicato a Christian Lavernier del 2018[4]